# 昂格拉尔
昂格拉尔（法語：Anglars，法語發音：[ɑ̃ɡlaʁ]）是法国洛特省的一个市镇，属于菲雅克区。

## 地理
昂格拉尔（44°44'23"N, 1°54'20"E）面积9.99 平方千米，位于法国奧克西塔尼大區洛特省，该省份为法国西南部内陆省份，北起顺时针与科雷兹省、康塔爾省、阿韦龙省、塔恩-加龙省、洛特-加龍省和多尔多涅省接壤。
与昂格拉尔接壤的市镇（或旧市镇、城区）包括：艾纳克、勒布尔、埃斯佩鲁、拉卡佩勒马里瓦勒、莱姆、吕代勒、吕埃尔。

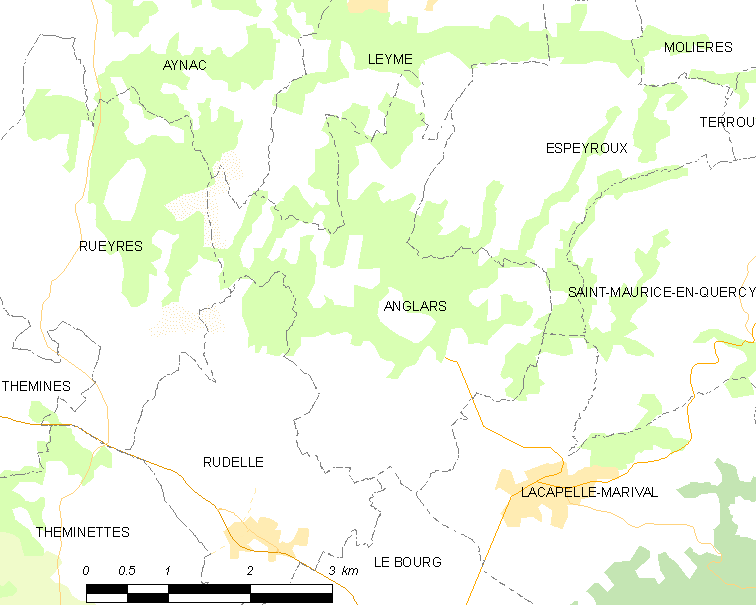
昂格拉尔的OSM定位图

昂格拉尔的时区为UTC+01:00、UTC+02:00（夏令时）。

## 行政
昂格拉尔的邮政编码为46120，INSEE市镇编码为46004。

## 政治
昂格拉尔所属的省级选区为拉卡佩勒马里瓦勒县。

## 人口

1962-2008年间昂格拉尔人口变化图示

昂格拉尔于2022年1月1日时的人口数量为221人。